# 国鉄7050形蒸気機関車

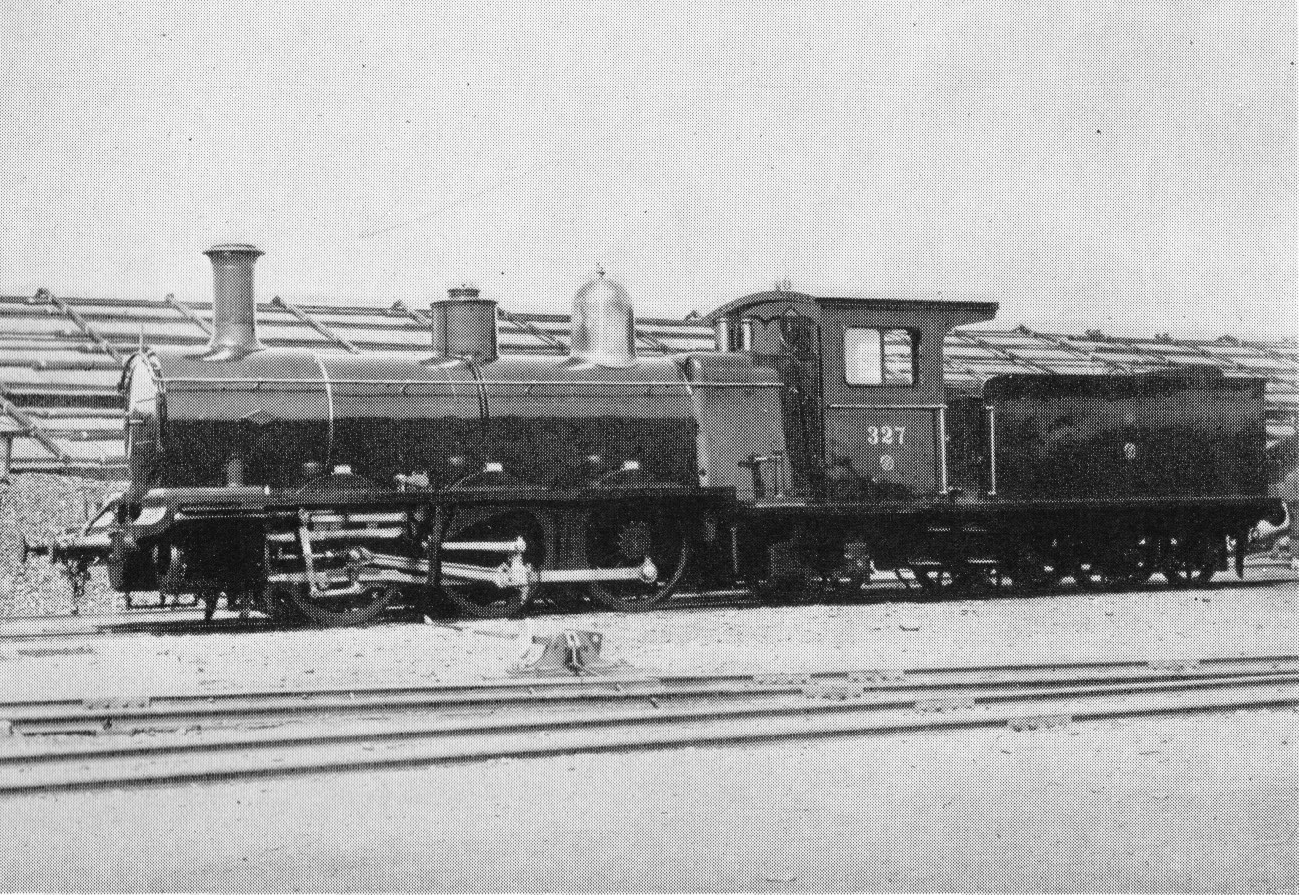
日本鉄道327（後の鉄道院7050形

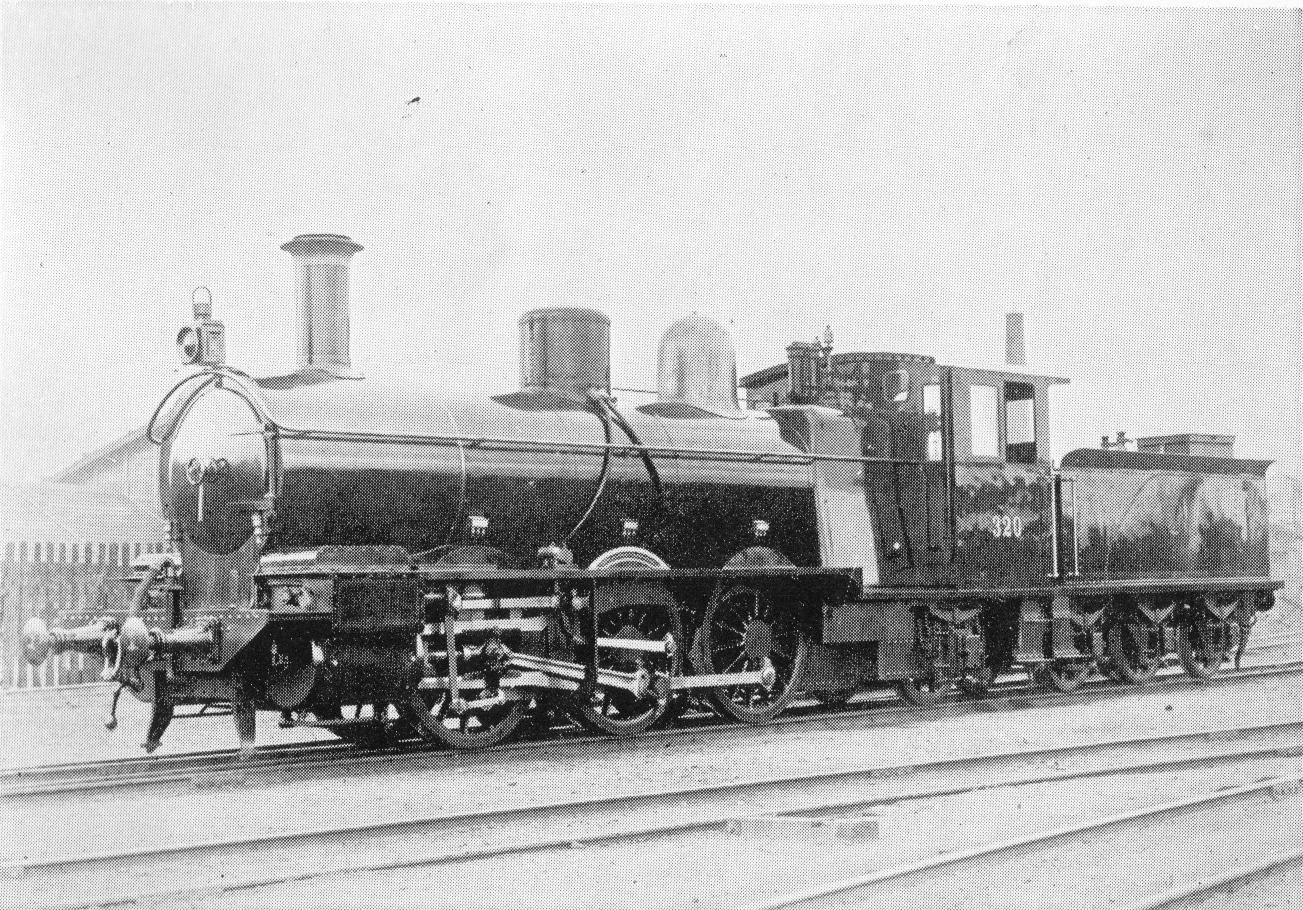
日本鉄道320（後の鉄道院7080形

7050形は、かつて日本国有鉄道の前身である鉄道院・鉄道省に在籍したテンダ式蒸気機関車である。
7050形は2種あった同系機のうち、イギリスのダブスまたはその後身であるノース・ブリティッシュ・ロコモティブ製のもので、もう1種はベイヤー・ピーコック製の7080形である。本項では、両者について取り扱う。

## 概要
これらは、日本鉄道が1902年（明治35年）にダブス（製造番号4304 - 4309）とベイヤー・ピーコック（製造番号 4393 - 4398）から各6両（計12両）、1903年（明治36年）にノース・ブリティッシュ・ロコモティブから6両（製造番号 15951 - 15956）が輸入されたもので、ダブス製はDt3/4形(326 - 331)、ベイヤー・ピーコック製はPt3/4形(320 - 325)、ノース・ブリティッシュ製はダブス製と同じDt3/4形(332 - 337)と称された。
本形式の特徴は、0-6-2(C1)という独特の車軸配置にある。この車軸配置は急勾配の介在する路線で、旅客列車を牽引するために設計されたもので、低熱量の常磐炭田産石炭の使用を考慮して火室の火格子面積を大きく取る必要があり、ベルペヤ式火室を採用した。その火室を支えるために、従輪を追加したものである。また、先輪を設けず、動輪は3軸ともフランジ付きとしたが、これは雪中での脱線の可能性を低減するためである。しかしながら、先輪がないことにより第1動輪のタイヤの摩耗が激しくなると予想されたため、第1動輪と第3動輪は相互交換可能に設計された。従輪は左右にそれぞれ64mmの横動を許し曲線通過を容易とする構造とされたが、灰箱を拡大するためラジアル式ではない。
弁室は部品の取り外しに便利なようシリンダの真上に配置されたが、弁装置は保守の手間を軽減するためワルシャート式が採用された。
炭水車は、いずれも3軸固定式であるが、両形式で台車の若干形状が異なった。また砂箱は両形式ともボイラー上に置かれたが、位置と形状が異なっていた。
1906年（明治39年）、日本鉄道は国有化され、本形式も国有鉄道籍となったが、1909年（明治42年）に制定された鉄道院の車両形式称号規程により、Dt3/4形は7050形（7050 - 7061）と、Pt3/4形は7080形（7080 - 7085）と改番された。
使用成績は芳しくなく、脱線が多くて乗務員に不評であった。使用線区は東北本線で、旅客用としては黒磯駅 - 福島駅 - 白石駅間の勾配区間で、貨物用としては白河駅 - 福島駅間で使用されたが、晩年は田端や水戸で雑用に供された。廃車は、7050形が1928年（昭和3年）および1929年（昭和4年）、7080形が1922年（大正11年）であった。全車が解体され、払い下げられたもの、保存されたものはない。

## 主要諸元

### 7050形
- 全長：15,532mm
- 全高：3,810mm
- 全幅：2,515mm
- 軌間：1,067mm
- 車軸配置：0-6-2(C1)
- 動輪直径：1,397mm
- 弁装置：ワルシャート式

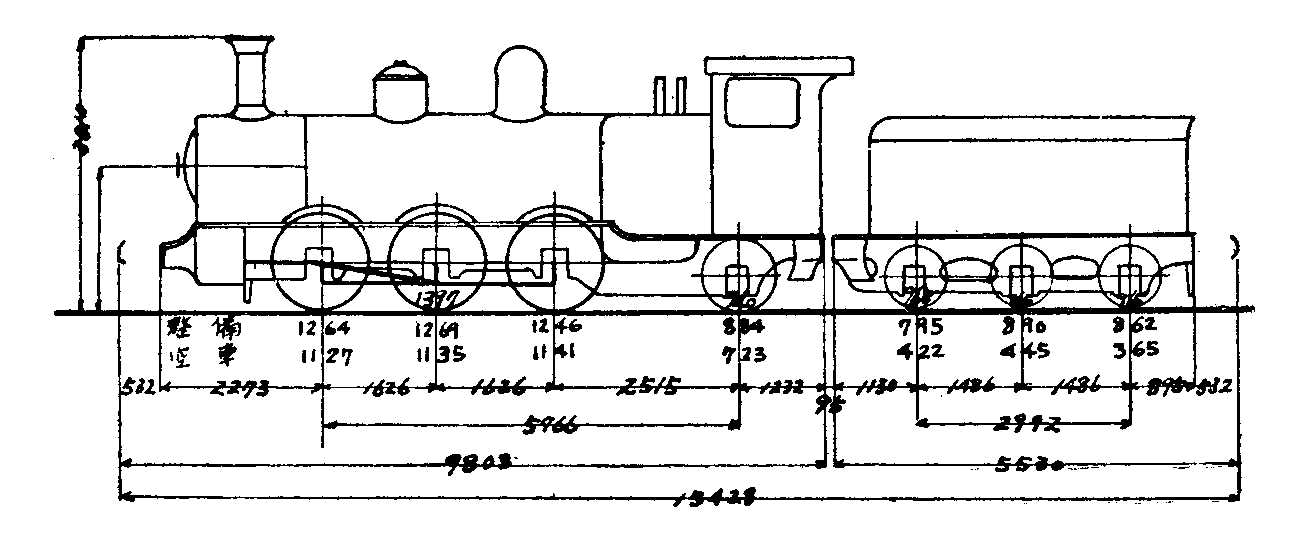
7050形の形式図

- シリンダー（直径×行程）：432mm×610mm
- ボイラー圧力：11.3kg/m2
- 火格子面積：2.23m2
- 全伝熱面積：138.5m2
  - 煙管蒸発伝熱面積：129.6m2
  - 火室蒸発伝熱面積：8.9m2
- ボイラー水容量：3.9m3
- 小煙管（直径×長サ×数）：48mm×4,267mm×203本
- 機関車運転整備重量：46.62t
- 機関車空車重量：41.26t
- 機関車動輪上重量（運転整備時）：37.78t
- 機関車動輪軸重（第2動輪上）：12.69t
- 炭水車重量（運転整備）：25.46t
- 炭水車重量（空車）：12.33t
- 水タンク容量：9.1m3
- 燃料積載量：3.43t
- 機関車性能
  - シリンダ引張力：9,180kg
- ブレーキ装置：手ブレーキ、真空ブレーキ

### 7080形
- 全長：15,615mm
- 全高：3,810mm
- 全幅：2,705mm
- 軌間：1,067mm
- 車軸配置：0-6-2(C1)
- 動輪直径：1,397mm
- 弁装置：ワルシャート式
- シリンダー（直径×行程）：432mm×610mm
- ボイラー圧力：11.2kg/m2
- 火格子面積：2.23m2
- 全伝熱面積：133.9m2
  - 煙管蒸発伝熱面積：125.7m2
  - 火室蒸発伝熱面積：8.2m2
- ボイラー水容量：3.8m3
- 小煙管（直径×長サ×数）：47.6mm×4,264mm×197本
- 機関車運転整備重量：47.48t
- 機関車空車重量：42.25t
- 機関車動輪上重量（運転整備時）：39.33t
- 機関車動輪軸重（第3動輪上）：13.46t
- 炭水車重量（運転整備）：23.90t
- 炭水車重量（空車）：12.76t
- 水タンク容量：9.08m3
- 燃料積載量：3.42t
- 機関車性能
  - シリンダ引張力：9,180kg
- ブレーキ装置：手ブレーキ、真空ブレーキ